# Over-the-air

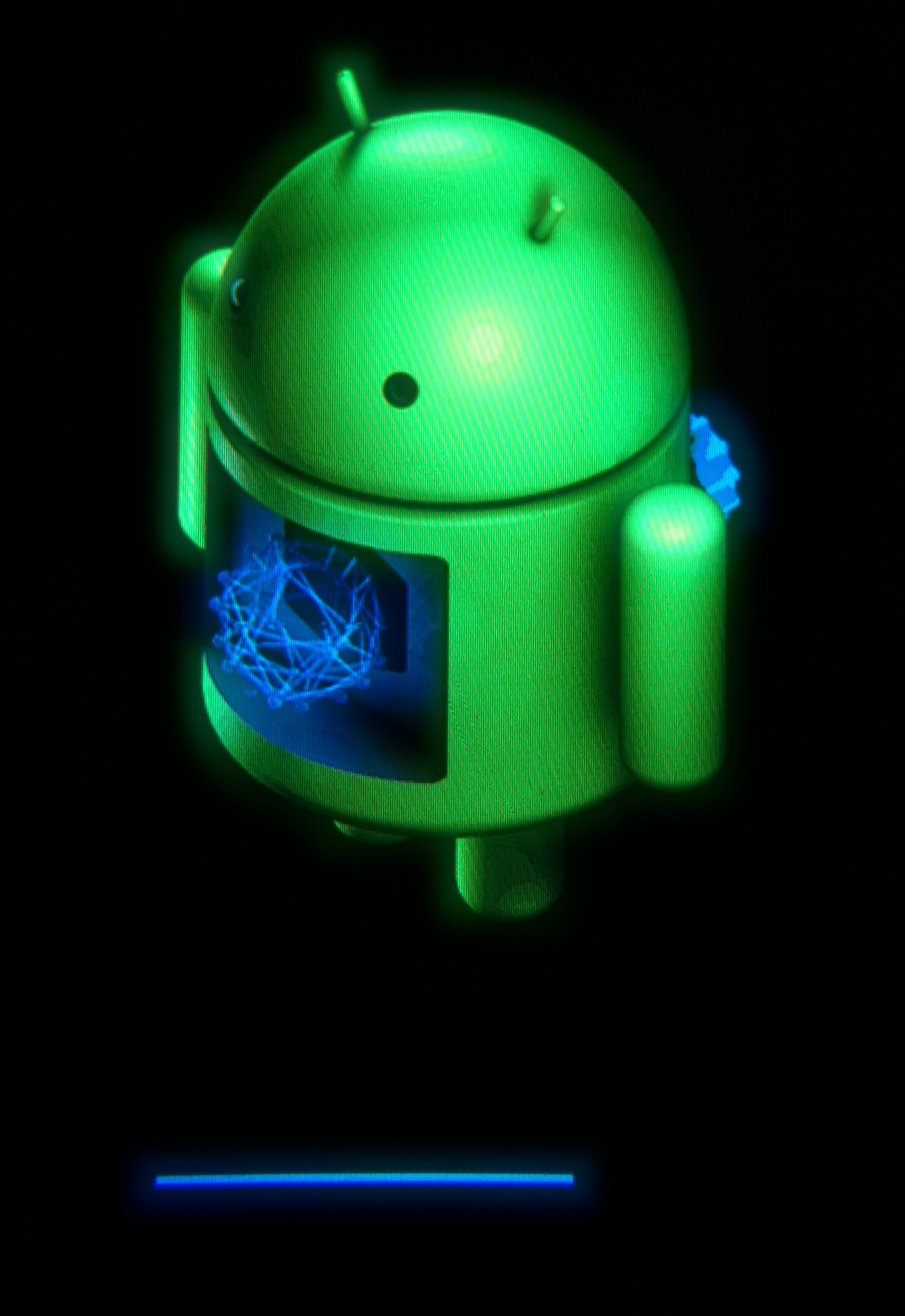
Imagem de atualização utilizada no sistema Android

Over-the-air (abreviado OTA) refere-se a um método de distribuição digital fácil de atualizações de serviços aos usuários de dispositivos eletrônicos móveis (como relógio inteligente, smartphone, receptor de televisão); as atualizações são automaticamente feitas de forma remota transferidas em segundo plano aos dispositivos móveis, de programas computacionais (aplicativos), definições de configurações e chaves regulares de criptografia para equipamentos de comunicação de voz segura (encriptação de dois rádios). Uma característica importante do OTA é que um local central pode enviar uma atualização para todos os usuários, que são incapazes de recusar, anular, ou alterar essa atualização, e aplica-se imediatamente a todos no canal. Um usuário pode "recusar" o OTA mas o "gerente do canal" também pode chutá-los para fora do canal (automaticamente).

## Mecanismo
O mecanismo do OTA exige que o software e o hardware existentes no dispositivo de destino possam suportar o recurso, ou seja, o dispositivo eletrônico deve ser compatível, onde o recebimento e a instalação do novo software recebido ocorre através de uma rede sem fio do provedor.
O novo software é transferido para o telefone, instalado e colocado em uso. Muitas vezes é necessário reiniciar o aparelho, para que a nova programação entre em vigor, embora muitos telefones automaticamente irão realizar esta ação.

## Métodos
Dependendo da aplicação, a distribuição do software OTA pode ser iniciada após a ação, como uma chamada de sistema de apoio ao cliente do provedor ou outro serviço discável, ou pode ser executada automaticamente. Normalmente é feito através do método anterior para evitar a interrupção do serviço em uma hora inconveniente, mas isso requer que os assinantes chamem manualmente o provedor. Muitas vezes, a operadora vai enviar uma mensagem de transmissão de texto SMS para todos os assinantes (ou aqueles que utilizam um determinado modelo de telefone), pedindo-lhes para discar um número de serviço para receber a atualização do software.
A Verizon Wireless nos Estados Unidos fornece um número de funções OTA para seus assinantes através do código de serviço *228. A opção 1 da atualização configura o telefone a opção 2 atualiza o banco de dados do dispositivo, que são usadas durante a seleção do sistema e no processo de aquisição. Similarmente, a Voitel Wireless usa a rede da Verizon com o código de serviço *22890 para programar os telefones sem fio da Voitel com base na Verizon. A Interop Technologies fornece um número das operadoras em todo o país nos Estados Unidos como o SS7 baseado no OTA como uma solução de gerenciamento de dispositivos. Esta solução permite aos operadores gerenciar as funcionalidades do dispositivo sem fio, incluindo renumeração aparelhos, atualizar as configurações do telefone, aplicativos e dados do assinante e ajustando a atualização do banco de dados para gerenciar as estruturas de custo. Para configurar parâmetros em um dispositivo móvel OTA, o dispositivo precisa ter uma configuração cliente capaz de receber, processar e definir os parâmetros. Por exemplo, um cliente de gerenciamento de dispositivos em um dispositivo pode ser capaz de receber um provisionamento de aplicativos, ou parâmetros de conectividade.